# おかずな夜
『おかずな夜』（おかずなよる）は、1992年10月から1993年3月までTBSで放送された料理バラエティ番組である。放送時間は、毎週木曜0:40 ‐ 1:10（JST）。

## 概要
毎回1つの食材をテーマに様々な企画を展開していた深夜番組で、イメージ映像やミニドラマ、飲食店の紹介やゲストによる調理コーナーなどで進行された。また、レギュラーコーナーとして、濱田マリが調理を担当する「マリのチョキチョキクッキング」が放送された。

### テーマとなった食材
- ラーメン
- カレーライス
- カツ丼
- 寿司
- たこ焼き
- スパゲティー
- ポテト
- 餃子
- 鍋
- おでん
- 卵
- チキン
- ごはん
- 肉じゃが
- タイ料理
- スープ
- 蕎麦
- ケーキ
- 豆腐
- ハンバーグ&ハンバーガー
- コロッケ
- 焼き鳥
- 宇宙食（最終回）など。

主なロケ地は東京都渋谷区。

## 出演者

### レギュラー
- 中村有志
- 濱田マリ（当時、モダンチョキチョキズ）

### ゲスト
- 電気グルーヴ
- YOU
- 森若香織（GO-BANG'S）
- 加藤貴子
- スチャダラパー
- 西森マリー
- 小川範子
- さねよしいさ子
- 大森うたえもん&岡本かおり
- スエ
- 茂出木雅章（たいめいけん）
- ほか

## スタッフ
- 構成：柴崎明久、杉山王郎、大川公子
- 撮影：池元柚季孝、石原定務
- ＶＥ：佐藤一弥、三上友由紀
- ＶＴＲ編集：松本祥光
- ＭＡ：土屋雅紀、滝沢康
- 選曲効果：宮川亮
- フードコーディネーター：奥村かね
- ＡＤ：松田敬光、川口文平
- フォトグラファー：川村悦生
- ディレクター：丸山隆章、豊田公作、高田一、太田裕司、塩田由美
- プロデューサー：本庄純（創都）、椎原誠（創都）、田代秀樹（TBS）
- 協力：BARBIZON、4DS、プロセンスタジオ、NSL　ほか
- 製作：創都、TBS

## エピソード
濱田マリは放送当時、関西に住んでいたため、この番組の収録があるたびに上京していた。撮影が終わると数kgは太ったという。また、濱田はこの番組に出演するようになってからバラドルに間違えられることが多くなった。